# Avenue du Général-Leclerc (Sceaux)
L'avenue du Général-Leclerc est une voie de Sceaux dans les Hauts-de-Seine.

## Situation et accès
Orientée nord-sud, cette avenue suit le tracé de l'ancienne route nationale 20.
Elle commence au nord, place de la Libération, dans l'axe de l'avenue du Général-Leclerc à Bourg-la-Reine, au croisement de l'avenue Victor-Hugo et de l'avenue Galois.
Se dirigeant vers le sud, elle marque le début de l'Allée d'Honneur qui mène au parc de Sceaux et forme la limite avec la commune de Bourg-la-Reine, côté est.
Arrivée au niveau de l'avenue d'Anjou, elle devient limitrophe d'Antony et prend le nom, côté est, d’avenue Raymond-Aron.
Elle se termine square Gilbert dans l'axe de l'avenue Raymond-Aron, nom de cet axe dans son intégralité.
Elle est accessible par la gare du Parc de Sceaux. 

## Origine du nom
Cette avenue a été nommée en l'honneur du général Philippe Leclerc de Hauteclocque (1902-1947).

## Bâtiments remarquables et lieux de mémoire
- Ancien marché aux bestiaux de Sceaux[1],[2], transféré à cet endroit en 1667[3].
- Emplacement de l'ancienne entrée du château de la marquise de Trévise[4].
- En 1931, un bureau d'octroi y fut installé pour permettre le contrôle des marchandises transitant par la route d’Orléans[5].
- Le 25 août 1944, cette avenue vit passer le convoi de la 2e division blindée, menée par le général Leclerc[6].